# Bambouch
Bambouch je starý osamocený komplex hospodářských budov (statek) na území obce Velká Losenice, asi kilometr východně od vsi. Budovy jsou památkově chráněné. Objekt je v současné době zchátralý, rekonstrukce je v současné době v nedohlednu. Okolní krajina je turisticky atraktivní, v blízkosti je les, ovocný sad atd.